# Antonio Jesús López Mora
Antonio Jesús López Mora (Lepe, 16 de septiembre de 2000) es un futbolista español. Juega de defensa y su actual equipo es el CD San Roque de Lepe de la Segunda División RFEF.

## Trayectoria
Nacido en Lepe, Huelva. Ha disputado toda su trayectoria deportiva hasta la temporada 2020-21 en el CD San Roque de Lepe, donde se incorporó en 2017-18 como integrante del CD San Roque de Lepe B.
En junio de 2021 firmó la renovación con el club aurinegro.

## Clubes
| Club                 | País   | Año             | Partidos | Goles |
| -------------------- | ------ | --------------- | -------- | ----- |
| CD San Roque de Lepe | España | 2017 - presente | 71       | 2     |